# Bellville (Georgia)
Bellville – miasto w Stanach Zjednoczonych, w stanie Georgia, w hrabstwie Evans.